# C'est encore Noël, Charlie Brown
Pour plus de détails, voir Fiche technique et Distribution.
C'est encore Noël, Charlie Brown (It's Christmastime Again, Charlie Brown) est un court métrage d'animation de Noël américain basé sur la bande dessinée Peanuts de Charles M. Schulz et diffusé le 27 novembre 1992 sur CBS.
Le programme est composé de diverses intrigues tirées de la bande dessinée. Il s'agit de la deuxième spéciale sur le thème de Noël après la première Joyeux Noël, Charlie Brown ! en 1965, bien qu'un épisode de The Charlie Brown and Snoopy Show parlait du thème de Noël en 1985.
L'animation a été réalisée par Wang Film Productions (en) à Taïwan, ce qui en fait la première spéciale à être animée par un studio étranger plutôt que par Bill Melendez Productions, qui a vérifié l'animation.
Il s'agit de la dernière spéciale diffusé sur CBS. Le réseau a annulé toutes les nouvelles émissions spéciales en 1990, les anciennes  ont été rediffusées jusqu'en 2000.

## Synopsis
Charlie Brown et ses amis organisent des bonnes choses dans les vacances de Noel.

## Fiche technique
Sauf indication contraire, les informations mentionnées dans cette section peuvent être confirmées par la base de données cinématographiques IMDb,  présente dans la section « Liens externes ».
- Titre original : It's Christmastime Again, Charlie Brown
- Titre français : C’est encore Noël, Charlie Brown
- Réalisation : Bill Melendez
- Scénario : Charles M. Schulz
- Musique : Vince Guaraldi
- Montage :
- Production :
- Sociétés de production :
- Budget :
- Pays de production : États-Unis
- Langue originale : anglais
- Format : couleur - 4:3
- Genre : animation, comédie, musical
- Durée : 23 minutes
- Date de première diffusion : 27 novembre 1992 sur CBS

## Distribution des voix

### Voix originales
- Jamie E. Smith : Charlie Brown
- John Christian Graas : Linus van Pelt
- Marnette Patterson : Lucy van Pelt
- Mindy Ann Martin : Sally Brown
- Matthew Slowik : Harold Angel
- Phillip Lucier : Peppermint Patty
- Lindsay Benesh : Marcie Johnson
- Sean Mendelson : Franklin
- Deanna Tello : Peggy Jean, Violet et Patty
- Brittany M. Thornton : Frieda
- Bill Melendez : Snoopy et Woodstock (en)

### Voix françaises
- Kaycie Chase : Charlie Brown
- Cécile Gatto : Linus van Pelt
- Adeline Chetail : Lucy van Pelt
- Lisa Caruso : Sally Brown
- Émilie Marié : Peppermint Patty
- Lila Lacombe : Marcie Johnson
- Nathalie Bienaimé : Franklin
- Alice Orsat : Frieda
- Cerise Calixte
- Sophie Froissard

 Source et légende : version française (VF) sur RS Doublage et le carton du doublage français.